# Elaeocarpus rubidus
Elaeocarpus rubidus là một loài thực vật có hoa trong họ Côm. Loài này được Kaneh. mô tả khoa học đầu tiên năm 1933.